# Rajiv Gandhi

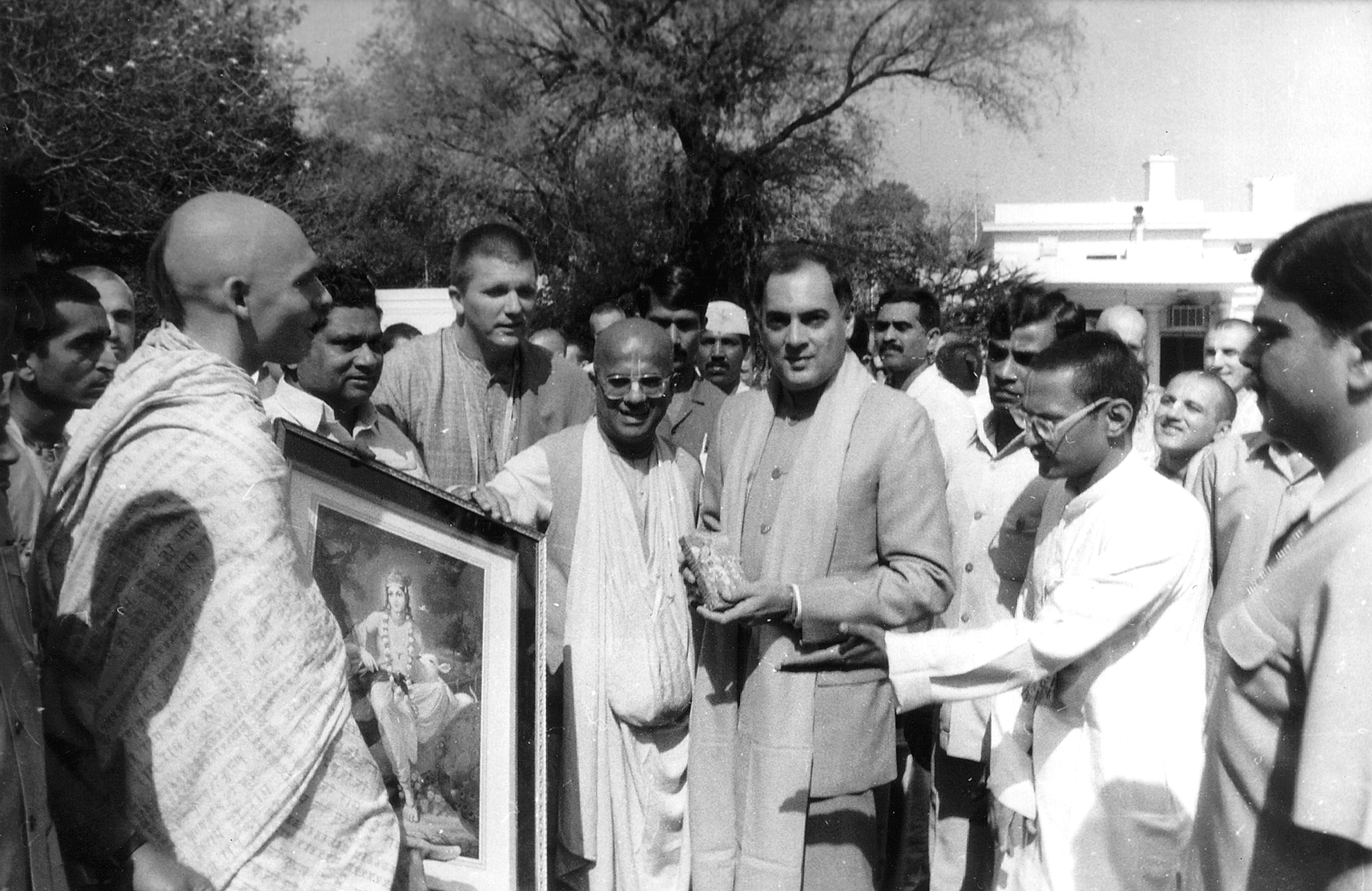
Ghandi en una trobada amb Hare Krishna a Nova Delhi l'any 1989.

Rajiv Gandhi (20 d'agost de 1944 - 21 de maig de 1991) fou el sisè Primer ministre de l'Índia. Jurà el càrrec després de l'assassinat de la seva mare, Indira Gandhi, el 31 d'octubre de 1984. Ell també morí assassinat el 21 de maig de 1991.

## Biografia
Estudià a la Universitat de Cambridge i exercí de pilot per Indian Airlines. Malgrat la propensió de la seva família, Rajiv es mantingué allunyat de la política fins al 1980, quan assassinaren el seu germà Sanjay. Tingué dos fills amb la seva dona Sonia Gandhi, que va agafar les regnes del partit a la mort del su marit.

### Primer ministre de l'Índia
Arran de l'assassinat de la seva mare, Indira Gandhi el 31 d'octubre de 1984, immediatament van tenir lloc una massacre antisikh a Delhi i el 9 de novembre Rajiv Gandhi fou nomenat líder del Congrés Nacional Indi (I) i Primer ministre de l'Índia, i va triomfar àmpliament a les eleccions de 1984.
El 1987 va enviar forces índies de manteniment de la pau a Sri Lanka en un intent desastrós d'imposar la pau a la Guerra Civil de Sri Lanka, però la mesura va resultar impopular tant a casa com a l'estranger i va revertir l'intent de cop d'estat a les Maldives de 1988, antagonitzant grups militants tàmils com Organització Popular d'Alliberament de Tamil Eelam. A mitjans de 1987, l'escàndol de Bofors va danyar la seva imatge lliure de corrupció i va provocar una gran derrota per al seu partit a les eleccions de 1989 a mans del Tercer Front que encapçalava el Janata Dal de Vishwanath Pratap Singh, i seves tropes índies es van retirar de Sri Lanka el 1990.

### Asassinat
Morí com a resultat d'un atemptat suïcida dels Tigres d'Alliberament de Tamil Eelam (LTTE) a Sriperumbudur a Tamil Nadu, Índia, el 21 de maig de 1991.